# Allium henryi
Allium henryi — вид рослин з родини амарилісових (Amaryllidaceae); ендемік Китаю.

## Опис
Цибулини скупчені, циліндричні, діаметром 0.4–1.2 см; оболонка темно-коричнева. Листки лінійні, довші, ніж стеблина, 2–5 мм завширшки, плоскі, верхівки довго гострі. Стеблина 11–25 см, циліндрична, дрібнокутна, вкрита листовими піхвами лише в основі. Зонтик мало-квітковий. Оцвітина від пурпурно-блакитної до синьої; сегменти яйцюваті, 5.5–7 × ≈ 3 мм, внутрішні іноді трохи довші, ніж зовнішні. Період цвітіння та плодоношення: вересень – жовтень.

## Поширення
Ендемік східного Сичуаня та західного Хубею, Китай.
Населяє сонячні схили; 1300–2300 м.